# 牯嶺街 (台北市)

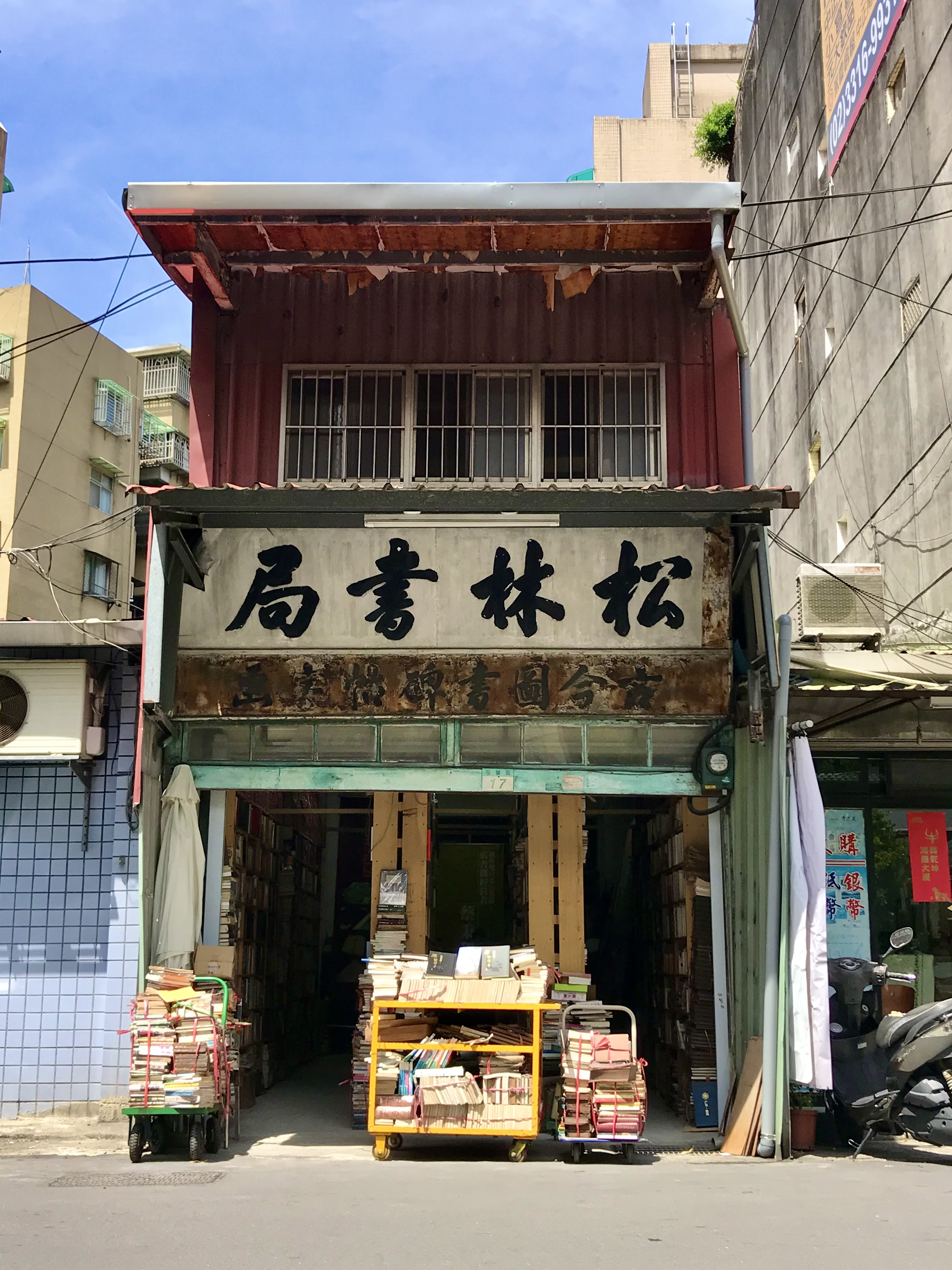
松林書局（2021年の写真）

牯嶺街（クーリンチェ、グーリンジィエ）は、台湾の台北市中正区にある街路。
戦後から1970年代ごろまで存在した「牯嶺街古書店街」や、当時を舞台にした1991年の映画『牯嶺街少年殺人事件』で知られる。

## 歴史
清朝統治時代の「龍匣口庄」、日本統治時代の「龍口町」「佐久間町」と重なる。1949年から「牯嶺街」となった。名前の由来は江西省廬山の牯嶺街。
日本統治時代は、日本人の公務員住宅地や樟脳工場があった（樟脳と台湾）。戦後、日本人が台湾から引き揚げると、空き家となった日本家屋は国民党政府に接収され、外省人の公務員住宅地となった（眷村）。また建国中学などがそばにある学生街でもあった。
「牯嶺街古書店街」は、日本人が引き揚げる際に生活用品を売り叩いたことで生まれた、中古品の露店群を起源とする。次第に中古品の街から古書の街となり、露店でなく店舗を構える店も現れた。なかでも松林書局は、常連客に于右任・杜維明・台静農・銭穆・張大千もいる有名店だった。
1970年代以降、古書店街は次第に消滅し、多くの店が光華商場に移転した。1991年の映画『牯嶺街少年殺人事件』は、1960年代の牯嶺街を描いており、当時を知る人々にノスタルジーを抱かせた。
2000年から毎年11月ごろ、古書店街にあやかったフリーマーケット「牯嶺街書香創意市集」が開催されている。
2010年代時点では、古書店は3,4軒しかなく、古銭や古切手を扱う郵幣社の方が多い。その他、郵政博物館や牯嶺街小劇場がある。日本家屋もわずかに残っている。周辺には建国中学、台北植物園、二二八国家紀念館、重慶南路などがある。